# Бурмакинский район
Бурмакинский район — административно-территориальная единица в составе Ярославской области, существовавшая в 1944—1959 годах. Административный центр — рабочий посёлок Бурмакино.
Бурмакинский район был образован 17 марта 1944 года в составе Ярославской области из частей Гаврилов-Ямского, Нерехтского и Ярославского районов.
В состав района вошли сельсоветы: Бурмакинский, Высоцкий, Кувакинский, Левинский, Лютовский, Митинский, Никитский, Никольский, Островский, Родюкинский, Рождественский, Сеславинский, Троицкий, Якушевский, а также Бурмакинский поселковый совет.
В том же году часть территории Лютовского с/с была передана в Ярославский район.
В 1946 году из частей Митинского и Троицкого районов был образован Сеньковский с/с.
В 1954 году Высоцкий с/с был присоединён к Бурмакинскому, Сеславинский — к Лютовскому, Левинский — к Никольскому, Сеньковский — к Троицкому, Никитский — к Митинскому; Рождественский, Кувакинский и Островский с/с были объединены в Высоковский с/с.
6 марта 1959 года Бурмакинский район был упразднён, а его территория разделена между Гаврилов-Ямским, Некрасовским и Ярославским районами.